# Tatjana Barbakoff

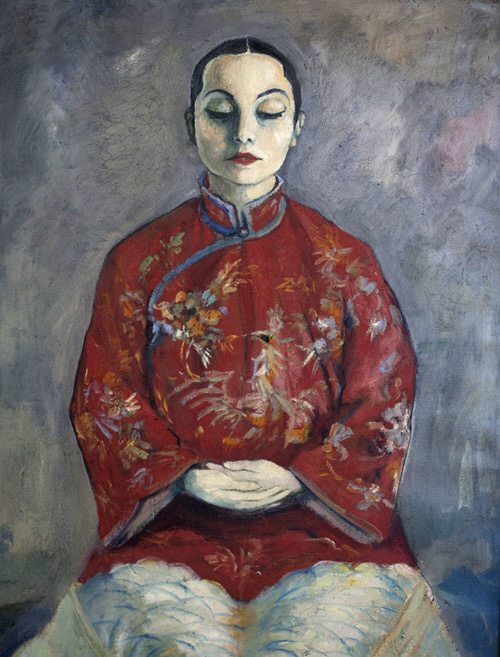
Waldemar Flaig: Tatjana Barbakoff, 1927

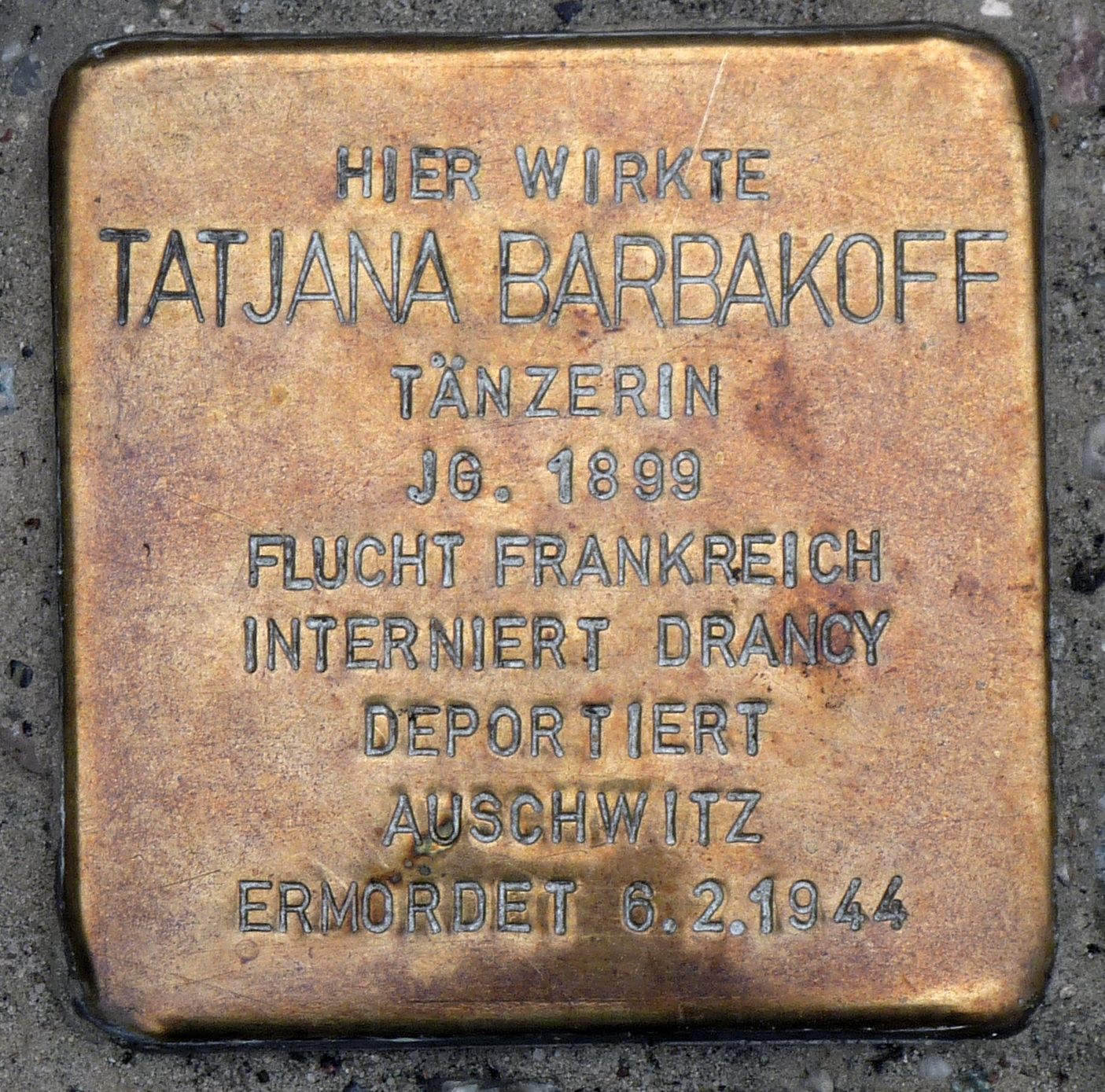
Stolperstein, Knesebeckstraße 100, en Berlin-Charlottenburg

Tatjana Barbakoff (Aizpute, 15 de agosto de 1899-Auschwitz, 6 de febrero de 1944), nacida como Cilly Edelsberg, fue bailarina de ballet y de estilo chino, quien desarrolló su carrera artística en la Alemania de entreguerras. Los premios Tatjana Barbakoff Prize para el apoyo a jóvenes bailarinas, llevan su nombre.

## Primeros años
Tatjana Barbakoff nació como Cilly Edelsberg en Hasenpoth, Gobernación de Curlandia, entonces provincia del Imperio Ruso, hoy en Letonia. Era hija de Aizik, un carnicero de origen ruso, y Genya, nacida en China. Cambió su nombre por el de Tsipora. Los padres tuvieron dos hijas llamadas Cilly y Fani. Barbakoff tenía un hermano mayor y, tras la temprana muerte de su madre en 1903, su padre se volvió a casar con otra hermanastra, Haja-Sora Itskovitch, en 1912. Fue a la escuela de ballet hasta los diez años, pero de niña no recibió más formación en danza.

## Vida
En 1918 siguió a un soldado alemán, Georg Waldmann, que sirvió en los países bálticos durante la Primera Guerra Mundial. Fue durante su servicio militar, según Alemania, donde se casó con él más tarde. Con su marido, que actuaba bajo el seudónimo de Marcel Boissier como maestro de ceremonias invitado, ha interpretado bailes rusos y chinos. En 1921, realizó actuaciones en solitario en grandes salas de su país y del extranjero, donde los trajes solían diseñarse para ella, y se describían como trajes pintorescos de plástico. Algunas mujeres judías fueron consideradas líderes del cabaret durante este periodo.
Tatjana Barbakoff, de ascendencia ruso-judía y china, fue un icono del cabaret y una sensación internacional de la danza, conocida por sus flamígeros trajes, su legendaria belleza y su agudo sentido del humor.
Desde 1924 se sabía que había incluido en su programa bailes chinos junto a danzas rusas y parodias. Gracias a su atractivo carisma, se convirtió en un imán para el público y para muchos artistas, entre ellos Rudolf Heinisch y Kasia de Szadurska, que la retrataron en numerosas fotos, pinturas y esculturas. Barbakoff comenzó a estudiar ballet con la bailarina francesa Catherine Devilliers en 1927. También en 1927 se separó de su marido. Tras una actuación en la sala Chopin de París el 9 de mayo de 1933, pudo marcharse con todo su vestuario y dejar Berlín para ir a París.

## Internamiento y muerte
Con su pareja, Gert Heinrich Wollheim, que era pintor, viajó de Saarbrücken a París. En Francia, los Países Bajos y Suiza resistieron durante un tiempo. Tras la invasión de Francia por las tropas alemanas, fue enviada el 10 de mayo de 1940 al campo de Gurs para su internamiento. En junio fue liberada de nuevo y trasladada a Nay, y más tarde a Clelles, en Grenoble. El 20 de octubre de 1940 escribe una carta desesperada a su amiga Maria My, de Préchacq-Navarrenx (Pirineos Atlánticos), y le pide un paquete de comida. Había encontrado milagrosamente a su compañero Gert Heinrich Wollheim en este pueblo de los Pirineos tras meses de internamiento. Tras la retirada de las tropas italianas de la Riviera Francesa, en 1944 se dirigió a Niza, donde se escondió en la Costa Azul y fue detenida por la Gestapo, y según una nota informativa fechada el 23 de enero de 1944, fue deportada al campo de internamiento de Drancy, cerca de París. El 3 de febrero de 1944, el convoy 67 la llevó a Auschwitz, donde el 6 de febrero de 1944 fue asesinada en la cámara de gas.

## Legado
En París, Julia Tardi-Markus, bailarina de Barbakoff, creó el "Tatjana Barbakoff Prize" en 1986 para ayudar a animar a los jóvenes bailarines. Gert Heinrich Wollheim le hizo un retrato en 1928 que aún se conserva en el Museo de Israel, en Jerusalén.
El Düsseldorf City Museum acoge una exposición en homenaje a Tatjana Barbakoff. Contiene fotografías, algunos de sus trajes de escena y muchos de sus programas de teatro. La viuda de Gert Wollheim, Mona Loeb (1908-1997), donó algunos de los trajes de escena de Barbakoff al Düsseldorf City Museum.

## Retratos
- Waldemar Flaig: Tatjana Barbakoff oil painting from 1927 in the Franciscan Museum in Villingen-Schwenningen[5]
- Kasia from Szadurska: Tatjana Barbakoff. Pencil and chalk to 1929 in the Municipal Wessenberg Gallery Konstanz[5]
- Rudolf Heinisch: Tatjana Barbakoff oil painting of 1929, private collection
- Rudolf Heinisch: studies on the dancer Tatyana Barbakoff. Water color, pencil and chalk around 1928, private collection
- Gert Heinrich Wollheim: Tatjana Barbakoff oil on wood portrait 1928 held in Israel Museum in Jerusalem[2]